# Dimăcheni
Dimăcheni est une commune du județ de Botoșani en Roumanie.